# Episodi di Le strade di San Francisco (quarta stagione)
La quarta stagione della serie televisiva Le strade di San Francisco è stata trasmessa negli Stati Uniti per la prima volta dall'emittente ABC dall'11 settembre 1975 al 18 marzo 1976 per un totale di 23 episodi.
In Italia la stagione è andata in onda in prima visione sulla Rete 2 tra il 30 novembre e il 31 dicembre 1982 dal lunedì al venerdì alle 18:50.
| nº | Titolo originale         | Titolo italiano               | Prima TV USA      | Prima TV Italia  |
| -- | ------------------------ | ----------------------------- | ----------------- | ---------------- |
| 1  | Poisoned Snow            | Droga avvelenata              | 11 settembre 1975 | 7 dicembre 1982  |
| 2  | The Glass Dart Board     | La torre di cristallo         | 18 settembre 1975 | 31 dicembre 1982 |
| 3  | No Place to Hide         | Nessun posto dove nascondersi | 25 settembre 1975 | 30 dicembre 1982 |
| 4  | Men Will Die             | Omicidio di primo grado       | 2 ottobre 1975    | 13 dicembre 1982 |
| 5  | School of Fear           | Una scuola di paura           | 9 ottobre 1975    |                  |
| 6  | Deadly Silence           | Silenzio mortale              | 16 ottobre 1975   | 3 dicembre 1982  |
| 7  | Murder by Proxy          | Omicidio per procura          | 23 ottobre 1975   | 30 novembre 1982 |
| 8  | Trail of Terror          | Il sentiero della paura       | 30 ottobre 1975   | 14 dicembre 1982 |
| 9  | Web of Lies              | Un mucchio di bugie           | 6 novembre 1975   | 15 dicembre 1982 |
| 10 | Dead Air                 | Trasmissione interrotta       | 13 novembre 1975  | 23 dicembre 1982 |
| 11 | Merchants of Death       | Mercanti di morte             | 20 novembre 1975  | 29 dicembre 1982 |
| 12 | The Cat's Paw            | Un ladro artista              | 4 dicembre 1975   | 8 dicembre 1982  |
| 13 | Spooks for Sale          | Illegalità in vendita         | 11 dicembre 1975  | 9 dicembre 1982  |
| 14 | Most Likely to Succeed   | Diritto di sbagliare          | 18 dicembre 1975  | 28 dicembre 1982 |
| 15 | Police Buff              | Poliziotto mancato            | 8 gennaio 1976    | 24 dicembre 1982 |
| 16 | The Honorable Profession | L'onorata professione         | 15 gennaio 1976   | 10 dicembre 1982 |
| 17 | Requiem for Murder       | Requiem per un delitto        | 22 gennaio 1976   | 22 dicembre 1982 |
| 18 | Underground              | Il clandestino                | 29 gennaio 1976   | 17 dicembre 1982 |
| 19 | Judgement Day            | Il giorno del giudizio        | 19 febbraio 1976  | 16 dicembre 1982 |
| 20 | Clown of Death           | Il clown della morte          | 26 febbraio 1976  | 21 dicembre 1982 |
| 21 | Superstar                | Superstar                     | 4 marzo 1976      |                  |
| 22 | Alien Country            | Paese straniero               | 11 marzo 1976     | 20 dicembre 1982 |
| 23 | Runaway                  | La fuggiasca                  | 18 marzo 1976     | 27 dicembre 1982 |